# Кокуй (башня)
Кокуй (Кукуй, Каланча, Каланчовская) — четырёхугольная глухая (непроезжая) башня в юго-западной части Новгородского детинца, отличающаяся от других башен своеобразной формой и высотой. Башня прямоугольная в плане, площадь её основания — 8,5 × 10,4 м. Высота башни с куполом — 38,5 м, толщина стен на уровне первого яруса — 2 м. Венчает башню десятиметровый шатёр.

## История
В XV веке на месте существующей башни был раскат — невысокая, вровень со стенами башня, подобная тому, который располагался над водяными воротами на береговой стороне кремля. В XVII веке при строительстве комплекса Воеводского двора в конце XVII века по проекту С. Л. Ефимова башня-раскат была основательно переделана: были надстроены три прямоугольных в плане этажа, а выше, по принципу «два восьмерика над четвериком» — ещё два этажа. На нижних двух этажах с каменными сводами размещались винный погреб и казённая палата. На третьем этаже были сделаны выходы на крепостную стену, а самое верхнее помещение было предназначено для осмотра всего города. Выше был установлен деревянный шатёр, покрытый белым железом, а венчал позолоченный и местами посеребрённый прапор с гербом Новгородского государства, над прапором — корона, а над ней цветок.
Башню после перестройки называли Каланчой. Современное название башни было введено П. Л. Гусевым в 1913 году. По мнению современных исследователей, предположение происхождения названия от голландского или нижненемецкого слова коке, что значит «смотри» (ср. башня Кик-ин-де-Кёк в Таллине), исторически не оправдано.
В XIX веке пожарные Софийской части в нижней части башни держали свиней и хранили капусту. В 1910 году башню обмерял Б. К. Рерих.
Во время Великой Отечественной войны в башне был немецкий наблюдательный пункт. Ко времени освобождения города в 1944 году верхняя часть башни получила сильные повреждения от прямого попадания авиабомбы. В 1960-е годы по проекту А. В. Воробьёва башня была восстановлена в формах XVII века.
Ныне на башне действует смотровая площадка, вид с неё на Княжую, Спасскую и Дворцовую башни изображён на 5-рублёвой Российской банкноте. В 2012 году на смотровой площадке установлены также два телескопа с 60-кратным увеличением.
- Башня Кокуй (вид снаружи детинца, 1913 г.)
- Детинец и Кокуй с птичьего полёта. Открытка конца XIX — начала XX века.
- Башня Кокуй (вид изнутри детинца, 2007 г.)
- Башня Кокуй (интерьер)

## Культурное наследие
30 августа 1960 года постановлением Совета Министров РСФСР № 1327 «О дальнейшем улучшении дела охраны памятников в РСФСР» ансамбль Новгородского кремля принят под охрану как памятник государственного значения.
В 1992 году Решением юбилейного заседания Комитета Всемирного наследия ЮНЕСКО архитектурный ансамбль Новгородского кремля включён в Список Всемирного наследия.